# IOS 16
iOS 16 ist die 16. Version von iOS, dem Betriebssystem von Apple für iPhones. Es wurde am 6. Juni 2022 bei der Worldwide Developers Conference vorgestellt. Das Betriebssystem wurde nach einer dreimonatigen Beta-Phase am 12. September 2022 veröffentlicht.

## Neuerungen
iOS 16 bietet einen überarbeiteten Sperrbildschirm, der mehr personalisiert werden kann und auf dem nun auch Widgets platziert werden können. Der Focus-Modus wurde erweitert. iMessage unterstützt nun auch editierbare und löschbare Nachrichten und SharePlay ist neben FaceTime auch in iMessage integriert. Der Diktiermodus erhält Neuerungen und Live-Text funktioniert ab sofort auch mit Videos. Apple-Karten unterstützt auch die Angabe mehrerer Zwischenstopps in einer Navigation. Daneben gibt es Neuerungen bei der Familienfreigabe. Apple listet etwa 190 einzelne neue Funktionen von iOS 16.

## Systemvoraussetzungen
iOS 16 wird von folgenden Geräten unterstützt:
- iPhone 14 (+ Plus, Pro, Pro Max)
- iPhone 13 (+ mini, Pro, Pro Max)
- iPhone 12 (+ mini, Pro, Pro Max)
- iPhone 11 (+ Pro, Pro Max)
- iPhone XS (+ Max)
- iPhone XR
- iPhone X
- iPhone 8 (+ Plus)
- iPhone SE (2. Generation oder neuer)